# Bob's Burgers
Bob's Burgers (Hamburguesas Bob en Hispanoamérica) es una sitcom animada de televisión estadounidense que fue estrenada el 9 de enero de 2011 en Fox. La serie fue creada por Loren Bouchard y se enfoca en la familia Belcher, que regenta un restaurante de hamburguesas. 
La primera temporada se ubicó en el puesto 59 de nivel de audiencia, empatando con 60 Minutes, The Middle y Outsourced. A mediados del año 2019 se anunció Bob's Burgers: La película, la cual se estrenó en cines el 27 de mayo de 2022.
El 26 de enero de 2023, Fox renovó la serie para una decimocuarta y decimoquinta temporada. El 2 de abril de 2025, la serie fue renovada por cuatro temporadas más. Esta renovación llevará a la serie hasta la temporada televisiva 2028-2029.

## Producción
El creador de la serie, Loren Bouchard, dijo que Bob's Burgers salió a la luz porque la marca registrada de la animación televisiva de Fox es centrarse en la familia y él quería jugar también con situaciones cómicas laborales. Se dice que el show vino a llenar el vacío dejado por la cancelación de King of the Hill, en el cual Jim Dauterive (productor ejecutivo de Bob's...) trabajó durante casi toda la transmisión.

## Personajes

### Personajes principales
- Bob Belcher (H. Jon Benjamin), el esposo de Linda y el padre de Tina, Gene y Louise, 46 años. Es el propietario de un restaurante de hamburguesas, cosa que disfruta casi como nada más.
- Linda Belcher (John Roberts), la esposa de Bob y la madre de Tina, Gene y Louise, 45 años. Siempre está al lado de Bob sin importar lo que pase. Y constantemente está tratando de hacer cosas nuevas, aunque no sepa exactamente cómo hacerlo o nadie la apoye.
- Tina Belcher (Dan Mintz), la hija mayor de la familia, 14 años. Generalmente habla en un tono monocorde, trabaja a tiempo parcial en el restaurante y usualmente es la voz de la razón entre los hermanos. Trata de salir airosa de su entrada a la adultez y dice tener una relación complicada con zombis. Aparece mucho más que otras hijas adolescentes de programas similares (Mandy en "Vecinos Infernales", Meg en "Padre De Familia", Hayley en "American Dad" y Roberta en "The Cleveland Show").
- Gene Belcher (Eugene Mirman), el único hijo varón, 11 años. Es muy entusiasta con casi todo y le gusta jugar con su teclado. Suele publicitar el restaurante usando un disfraz de hamburguesa y sueña con ser un músico famoso algún día.
- Louise Belcher (Kristen Schaal), la más joven de la familia, 9 años. Disfruta gastando bromas a la gente a la que cree estúpida y está más que dispuesta a explotar a alguien si hay dinero de por medio. Tiene un sentido del humor nada convencional.

### Personajes secundarios
- Mort (Andy Kindler), el dueño de la funeraria contigua al restaurante. Es un poco extraño pero es un buen amigo de Bob y Teddy.
- Teddy (Larry Murphy), un cliente regular y amigo de la familia, 49 años. Cuenta muchas historias de su vida, cosa que usualmente irrita a Bob.
- Mr. Frond (David Herman), el consejero estudiantil de la Escuela Wagstaff a la que asisten los chicos Belcher. Bob lo describe como un "trago largo de molestia"; tiene animales de peluche a los que les habla como si fueran reales.
- Hugo (Sam Seder), un inspector de sanidad que tuvo algo con Linda, quien lo dejó por Bob. Es un hecho que lo sigue frustrando y hace que se desquite con él cada vez que puede.
- Ron (Ron Lynch), el asistente de Hugo. Usualmente discreto pero siempre dispuesto a remarcar las faltas éticas de Hugo.
- Jimmy Pesto (Jay Johnston), el propietario del restaurante italiano que está enfrente del de Bob y su némesis personal. Su rivalidad llega a niveles de acecho entre ellos aunque sus familias se lleven bien.
- Jimmy Pesto Jr. Más bien llamado Jimmy Jr. es el hijo mayor de Jimmy Pesto y es compañero de clase de Tina, la cual está completamente enamorada de él.
- Ollie y Andy Pesto (Laura y Sarah Silverman), los mellizos de Jimmy Pesto. Son muy infantiles y se cuidan mucho mutuamente. Sin embargo son buenos amigos y compañeros de clase de Louise, a pesar de la rivalidad de sus padres.
- Mr. Calvin Fischoeder (pronunciado "Fish-odor") (Kevin Kline), excéntrico hombre de negocios (que viste un traje blanco con un parche en el ojo del mismo color) y el arrendador de Bob. Es el dueño o tiene alguna parte de casi todo lo que hay en el puerto (y muchas cosas en la ciudad). Le agrada Bob a pesar de que siempre se atrasa con el alquiler, debido a que este conoce una legendaria receta de una hamburguesa que Calvin siempre disfruta, también por el hecho de que Fischoeder encuentra un gran parecido entre Bob y su difunto padre. Louise lo describe como "alguien a quien solo le falta un gato blanco para ser un supervillano".
- Oficial Julia (Jerry Minor), una oficial afroamericana local. Es dura con quienes arresta y aparece casi siempre con la oficial Cliffany.
- Oficial Cliffany (Sam Seder), una oficial local alta y rubia con exceso de peso. Trabaja frecuentemente con la oficial Julia cuando hay un caso en la ciudad.
- Gayle Es la hermana de Linda. Es una artista frustrada y soltera que vive con su gato.
- Randy Apareció por primera vez en el episodio Sacred Cow como un director de documentales y reaparece en el episodio Food Truckin como propietario de un camión de comida.

## Reparto
| Personaje      | Actor original (EE.UU) | Actor de doblaje (España)     | Actor de doblaje (Latinoamérica)                            |
| -------------- | ---------------------- | ----------------------------- | ----------------------------------------------------------- |
| Bob Belcher    | H. Jon Benjamin        | José Padilla                  | René Sagastume                                              |
| Linda Belcher  | John Roberts           | Francisco Javier García Sáenz | Pablo Gandolfo (temp. 1) Diego Brizzi (desde temp. 2)       |
| Tina Belcher   | Dan Mintz              | Pablo Tribaldos               | Hernán Palma (temp. 1-3) Santiago Florentín (desde temp. 4) |
| Gene Belcher   | Eugene Mirman          | Aitor González                | Pedro Ruiz                                                  |
| Louise Belcher | Kristen Schaal         | Isacha Mengíbar               | Sol Nieto                                                   |

Es intencional que tanto en inglés cómo en el doblaje en español, Linda y Tina sean dobladas por voces masculinas.

## Actores invitados
- Renee Taylor como Gloria, la crispante madre de Linda. Aparece en el episodio Crawl Space.
- Megan Mullally como Tía Gayle, la frágil y artística hermana de Linda. Aparece en el episodio Art Crawl. Vuelve a aparecer en la segunda y tercera temporada.
- Paul F. Tompkins como Randy, un cineasta de documentales controvertido que hace que Bob tenga la decisión de matar o no a una vaca como parte de su film. Aparece en el episodio Sacred Cow.
- Jon Glaser como Jairo, el director de una escuela de capoeira. Usa el pelo largo, y Tina se enamora de él apenas lo conoce. Aparece en el episodio Sexy Dance Fighting.
- Toby Huss como el ladrón que robó una vez el restaurante y cantó con mucho talento esa noche. Aparece en el episodio Hamburger Dinner Theater.
- Steve Agee, Oscar Nunez y Jack McBrayer como Glitter, Cha-Cha y Marbles, un trío de hombres que se disfrazan de mujeres para ejercer la prostitución. De hecho Cha-Cha está casado con una mujer. Aparecen en el episodio Sheesh! Cab, Bob?.
- Larry Murphy como Javed Fazel, un entomólogo indo-británico que fue uno de los huéspedes del ocasional bed and breakfast de Linda. Aparece en el episodio Bed & Breakfast.
- Larry Murphy y Sam Seder como Edith y Harold Carnwinkle, una pareja de ancianos irritables dueños de una tienda de arte y presidentes del evento "Art Crawl" (gira de arte). Aparecen en el episodio Art Crawl.
- Brian Posehn como Choo-Choo, el compañero de clases de Gene que le roba los remates de sus chistes. Aparece en el episodio Spaghetti Western and Meatballs.
- Amy Sedaris como Samantha, la cita de Mort luego de conocerse en un sitio de internet de citas para directores funerarios. Aparece en el episodio Weekend at Mort's.
- Robert Ben Garant como Torpedo Jones, el héroe de béisbol de Bob que luego resulta ser que hizo trampa en cada uno de sus juegos incluyendo su infame lanzamiento, "El Lanzamiento". Aparece en Torpedo.
- Paul Rudd como el caballo imaginario de Tina Belcher.

## Episodios
La serie de media hora se unió a la larga programación de "Animation Domination" (dominación de animación) de las noches de los domingos, saliendo a aire a las 8:30 p. m. ET/PT, entre The Simpsons y Family Guy. En Latinoamérica se estrenó por el canal FX el 17 de agosto de 2011.

## Recepción

### Crítica
La serie ha recibido reseñas mezcladas hacia positivas. Metacritic le dio un puntaje de 53. Entertainment Weekly le dio una nota de A- remarcando que "es raro ver una comedia tan bien hecha". Ain't It Cool News dijo "tal vez la media hora más graciosa de la TV abierta". En su reseña, CNN llamó al show "maliciosamente divertido" y dijo que hay "muchos momentos relevantes como para listarlos".
Sin embargo, el Washington Post describió el show como "innecesariamente vulgar y derivativamente aburrido" mientras que Reuters citó que "es poco inteligente -- e innecesario -- lanzar una sitcom animada en Fox que parece imitar el cociente vulgar de Family Guy." USA Today dijo que "Bob's Burgers no es de muy buen gusto" describiendo la comedia como sólo "tumbándose de un momento desagradable a otro". El New York Times describió el show como con "una vibración apática; su humor, sin importar cuán anárquico, se desliza por tonos monótonos".